# Онкогенетика
Онкогенетика — це розділ генетики, який вивчає генетичні механізми розвитку пухлин. Пухлини також можуть бути віднесені до генетичних хвороб соматичних клітин, оскільки кожна пухлина є результатом ланцюга соматичних мутацій різних генів. Для перетворення нормальної клітини на пухлинну необхідний ланцюг із 6–7 і навіть більшої кількості соматичних мутацій різних генів, а також інших генетичних подій, що відбуваються в певній послідовності.

## Канцерогенні фактори
Канцерогенні фактори — це фактори навколишнього середовища, які спричинюють утворення пухлин. Більшість канцерогенів є мутагенами, вони викликають мутації генів, відповідальних за канцерогенез. Канцерогени поділяються на такі групи:
1. Фізичні канцерогени — іонізуюча радіація, ультрафіолетове проміння.
2. Хімічні канцерогени — хімічні речовини (бенз(а)пірен, диметилбенз(а)трацен, нітрозаміни та ін.); суміші (тютюновий дим, продукти згорання вугілля); речовини, що утворюються при виробничих процесах (алюмінієва промисловість, газифікація вугілля, взуттєва промисловість та ін.).
3. Біологічні канцерогени — онкогенні віруси, деякі бактерії (Helycobacter pylori), гельмінти (котячий і кров'яні сисуни).

У метаболізмі хімічних канцерогенів (як і інших ксенобіотиків) беруть участь спеціальні ферментні системи детоксикації. У кожній групі ферментів, з яких вони складаються, виявлено мутантні ізоформи, функція яких може відрізнятися від функції нормальних алелів. Ці функціонально неповноцінні алелі можуть бути генами схильності до певних форм пухлин.
Найбільш вивченими ферментами, що впливають на метаболізм канцерогенів, є ферменти цитохрому Р450, які активують ряд канцерогенів. Наприклад, одна з форм цитохрому Р450 (CYPIA1) активує поліциклічні ароматичні вугле- водні тютюнового диму. У людей з підвищеною активністю ферменту підвищується ризик раку легенів.
Відсутність активності ферменту глутатіон-S-трансферази М1 (ген GSTM1, локус 1р13.3), який бере участь у детоксикації канцерогенних речовин, також підвищує ризик раку легені, сечового міхура.
Фермент CYP2D6 бере участь в метаболізмі нітрозосполук, які містяться в тютюновому димі, таких як нітрозонорннікотин (NNK), знижуючи його активність. Відповідно у людей з нуль-фенотипом за геном, що кодує цей фермент, знижений ризик розвитку раку легенів, пов'язаного з курінням.
За активністю ферменту N-ацетилтрансферази (ген NAT2, локус 8р23.1-р21.3), який бере участь у детоксикації канцерогенних речовин, вся популяція може бути розділена на швидкі й повільні ацетилятори. У повільних ацетиляторів підвищений ризик раку сечового міхура і легенів, що пов'язано з професійним впливом ароматичних амінів. Цей ген може істотно впливати на виникнення раку молочної залози, причому даний ефект залежить від куріння жінок у постменопаузальному періоді. У жінок — повільних ацетиляторів куріння в молоді роки, і особливо в постменопаузальному періоді, майже в 20 разів збільшує ризик раку молочної залози.
Носійство мутантних генів детоксикації канцерогенів має велике значення для розвитку спорадичних форм пухлин, оскільки частота носійства в популяції може досягати 50 %.

## Загальна характеристика генів, відповідальних за розвиток пухлини
Формування злоякісних пухлин пов'язане з кількома групами генів — онкогенами і протоонкогенами, супресорами пухлинного росту і генами-мутаторами.
- Онкогени — це клітинні або вірусні (що вносяться вірусом у клітину) гени, експресія яких може призвести до розвитку новоутворення.
- Протоонкогени — нормальні гени клітини, посилення або модифікація функцій яких перетворює їх на онкогени. У нормі протоонкогени активують мітоз клітини. Активовані або модифіковані протоонкогени (онкогени) істотно прискорюють проліферацію клітин. Такого роду мутації є домінантними, тобто одного онкогена достатньо для зміни фенотипу.
- Пухлинні супресори (антионкогени) — гени, що пригнічують проліферацію клітин. Інактивація цих генів збільшує імовірність виникнення новоутворення, а відновлення функції, навпаки, пригнічує ріст пухлинної клітини. Мутації, що знижують активність генів, є рецесивними, тому для зміни фенотипу необхідні мутації двох генів
- Гени-мутатори — можуть не впливати безпосередньо на ріст клітин, але порушення їх функції збільшує темп виникнення мутацій і/або інших генетичних змін. Значно підвищується імовірність різних онкогенних мутацій. У результаті утворен- ня пухлини стає лише справою часу.[3]

Лауреат Нобелівської премії в 1989 р. J. M. Bishop писав з приводу протоонкогенів і генів-супресорів: «Два типи генів управляють розмноженням клітин: протоонкогени, які виконують роль акселераторів (прискорювачів) поділу, і гени-супресори, які виконують функцію гальм. Заклиньте акселератор і приберіть гальма — і клітина, ніби спущена з ланцюга, почне безупинно ділитися».

## Рак товстої кишки
Рак товстої кишки є результатом мутацій багатьох генів:
- гена APC (5q) — Призводить
- гена K-RAS (12q)
- DCC (18q), p53 (17q)
- генів-мутаторів (MSH1, MSH2 та ін.)
- порушення метилування ДНК (Гіпометилування ДНК)

У розвитку деяких солідних пухлин може відбутися кілька десятків генетичних подій.